# Tournée della nazionale sudafricana di cricket in Inghilterra 1901
La Tournée della nazionale sudafricana di cricket in Inghilterra 1901 è una serie di quindici partite che si è disputata in Inghilterra dal 16 maggio al 20 agosto 1901, ed ogni partita si è svolta secondo le regole del test cricket.

## Preparativi e viaggio
La squadra nazionale di cricket del Sud Africa fece un tour in Inghilterra tra il 16 maggio e il 20 agosto 1901. Giocò 15 partite di cricket di prima classe e altre 10 partite durante la sua visita. Sebbene a un certo numero di partite giocate dal Sud Africa durante gli anni 1880 e 1890 fosse stato concesso retrospettivamente lo status di Test cricket, poiché la squadra in tournée del 1901 non giocò contro una squadra rappresentativa dell'Inghilterra, non gareggiò in nessuna partita di test. I sudafricani erano capitanati da Murray Bisset. Il tour andò avanti nonostante la guerra boera in corso che sospese il cricket di prima classe in Sud Africa tra il 1899 e il 1902.
Durante il tour, Maitland Hathorn è stato il battitore di maggior successo per i sudafricani, segnando 827 punti con una media battuta di 35,95. 

## Risultati
Solamente le partite di prima classe sono numerate:
| No. | Data         | Avversari               | Sede                                  | Risultati                      | Note   |
| --- | ------------ | ----------------------- | ------------------------------------- | ------------------------------ | ------ |
| 1   | 16–18 maggio | Hampshire               | County Ground, Southampton            | Persa di un innings e 51 runs  | [ 2 ]  |
| 2   | 20–22 maggio | Londra County           | Crystal Palace Park, Londra           | Vinta di 61 runs               | [ 3 ]  |
| 3   | 23–24 maggio | Kent                    | Foxgrove Road, Beckenham              | Persa di 7 wickets             | [ 4 ]  |
| 4   | 27–28 maggio | Leicestershire          | Aylestone Road, Leicester             | Persa di 9 wickets             | [ 5 ]  |
| 5   | 30–31 maggio | Warwickshire            | Edgbaston, Birmingham                 | Persa di un innings e 69 runs  | [ 6 ]  |
| 6   | 3–4 giugno   | Marylebone Cricket Club | Lord's Cricket Ground, Londra         | Persa di 53 runs               | [ 7 ]  |
| 7   | 6–8 giugno   | Derbyshire              | County Ground, Derby                  | Vinta di 9 wickets             | [ 8 ]  |
| 8   | 10–12 giugno | Cambridge University    | Fenner's, Cambridge                   | Vinta di un innings e 215 runs | [ 9 ]  |
| 9   | 13–15 giugno | Somerset                | County Ground, Taunton                | Persa di 341 runs              | [ 10 ] |
| –   | 18–19 giugno | Ireland                 | Phoenix Cricket Club Ground, Dublino  | Vinta di 5 wickets             | [ 11 ] |
| –   | 20–21 giugno | Dublino University      | College Park, Dublino                 | Vinta di un innings e 42 runs  | [ 12 ] |
| –   | 24–25 giugno | Liverpool and District  | Aigburth, Liverpool                   | Vinta di 5 wickets             | [ 13 ] |
| –   | 27–29 giugno | Durham                  | Feethams, Darlington                  | Vinta di 446 runs              | [ 14 ] |
| 10  | 1–3 luglio   | Lancashire              | Old Trafford, Manchester              | Persa di 8 wickets             | [ 15 ] |
| 11  | 8–10 luglio  | Surrey                  | The Oval, Londra                      | Persa di 59 runs               | [ 16 ] |
| 12  | 11–13 luglio | Nottinghamshire         | Trent Bridge, Nottinghamshire         | Vinta di 94 runs               | [ 17 ] |
| 13  | 15–17 luglio | Worcestershire          | New Road, Worcester                   | Parità                         | [ 18 ] |
| –   | 18–20 luglio | Northamptonshire        | County Ground, Northampton            | Vinta di 5 wickets             | [ 19 ] |
| –   | 22–24 luglio | Staffordshire           | County Ground, Stoke-on-Trent         | Patta                          | [ 20 ] |
| –   | 26–27 luglio | Wiltshire               | County Ground, Swindon                | Patta                          | [ 21 ] |
| 14  | 1–3 agosto   | Yorkshire               | St George's Road, Harrogate           | Persa di 151 runs              | [ 22 ] |
| –   | 5–7 agosto   | East of Scotland        | Raeburn Place, Edinburgo              | Vinta di un innings e 42 runs  | [ 23 ] |
| –   | 8–9 agosto   | West of Scotland        | Hamilton Crescent, Glasgow            | Vinta di 180 runs              | [ 24 ] |
| 15  | 15–16 agosto | Gloucestershire         | Clifton College Close Ground, Bristol | Vinta di un innings e 105 runs | [ 25 ] |
| –   | 19–20 agosto | Glamorgan               | Cardiff Arms Park, Cardiff            | Vinta di 132 runs              | [ 26 ] |